# Kim cang tai lá nhỏ
Kim cang tai lá nhỏ (danh pháp: Smilax davidiana) là một loài thực vật có hoa trong họ Smilacaceae. Loài này được A.DC. miêu tả khoa học đầu tiên năm 1878.